# Kopfblatt
Kopfblatt (auch: Mantelzeitung oder Nebenausgabe) heißen Lokalzeitungen, die den überregionalen Mantel vom Hauptblatt des Verlages, meist einer Regionalzeitung, beziehen und nur den Lokalteil selbst produzieren. Der Name stammt vom Zeitungskopf, der zumeist typographisch herausgehobenen Titelgestaltung, da sich die Titelseiten der angeschlossenen Blätter zumeist nur durch den eigenen Kopf unterscheiden. Das Gegenteil eines Kopfblattes ist eine Vollzeitung.
Durch die Lokalberichterstattung erreicht die Zeitung eine hohe Leserbindung auch in Gebieten, für die sich eine eigene Redaktion zu überregionalen Themen nicht rentiert.
Beispiele für Kopfblätter sind in Deutschland die Ebersberger Neueste Nachrichten der Süddeutschen Zeitung, der Tölzer Kurier des Münchner Merkurs oder das Weißenburger Tagblatt der Nürnberger Nachrichten; in der Schweiz können z. B. das Thuner Tagblatt der Berner Zeitung oder die Obwaldner Zeitung der Luzerner Zeitung genannt werden.

## Geschichte
Die deutsche Presse folgte dem Vorbild Englands. Seit etwa 1875 gab es "Vordruckzeitungen": Eine ganze Zeitungsauflage wurde von "Vordruckzentralen" auf Papier gedruckt und an lokale Zeitungsverlage ausgeliefert, die ihren Titelkopf, lokale Artikel und örtliche Anzeigen auf die freigelassenen Flächen setzten. Der Nachteil war der Papiertransport und die doppelte Bedruckung der Zeitungsbögen. Diese Kopfzeitung blieb daher die Massenproduktion mehrerer Zeitungstitel mit ähnlichem Inhalt meist in einer Druckerei, also einem Zeitungsunternehmen oder einem Zeitungsverbund.
Der Zeitungswissenschaftler Hans Nestel definierte 1921 "mehrköpfige Zeitungen" als "Zeitungen, die denselben Text und Anzeigenteil unter verschiedenem – jeweils dem Verbreitungsgebiet angepassten – Titel als Kopfzeitung zur Verbreitung bringen". Entsprechend beschrieb er eine Kopfzeitung als Nebenausgabe: "ein Druckerzeugnis, das entsteht, wenn eine Zeitung für einen Teil ihrer Auflage ihrem Inhalt einen anderen Titel voransetzt".
In den Zwanziger Jahren entwickelten sich unter hohem Rationalisierungsdruck – nach einem Begriff der Zeitungsforscher Friedrich Bertkau und Karl Bömer – "Kopfblätterkonzerne", bei denen die Zeitungsunternehmen juristisch selbstständig bleiben, aber gemeinsam, quasi genossenschaftlich, eine Zentralverwaltung, gemeinsame Zentralredaktion und gemeinsame Druckereibetriebe unterhalten. 
Beispiele waren der "Zeno-Konzern" Zeitungsverlegerverband Nordwestdeutschlands GmbH in Münster mit 28 Zeitungen, 1950 wiedergegründet und als Vorläufer der heutigen  Zeitungsgruppe Münsterland (ZGM), der "Verbo-Konzern" Verband Oberschwäbischer Zeitungsverleger nach System Walchner GmbH (gegründet 1922) in Friedrichshafen mit 19 Zeitungen als Vorläufer der heutigen Gruppe Schwäbische Zeitung und der "Bayerische Zeitungsblock" in München mit 16 Zeitungen. Diese drei Beispielgruppen standen der katholischen Zentrumspartei nahe. Bertkau und Bömer betonten, die "Kopfblätterkonzerne" seien zwar dem Rationalisierungsgedanken entsprungen. "Sie können aber wegen der Übereinstimmung ihres allgemeinen politischen Textes nur bei Zeitungsunternehmungen gleicher Gesinnungsrichtung vorkommen". Daher neigten sie stark dazu, auch "Meinungskonzern" zu sein.
Mit der Verbreitung von Satzmaschinen und anderen Innovationen der Zeitungstechnik wie der Stereotypie kam es 1899 erstmals zur Gründung von "Plattenanstalten", so genannten Matern- oder Stereokorrespondenzen, als Dienstleistungsunternehmen. Diese erstellten ganze Seiten oder ganze Zeitungen als Halbfertigprodukte auf leichten Papp-Platten (Matern), die leicht zu verschicken waren. 
Sie wurden beim örtlichen Zeitungsverlag in einem Metallgießwerk abgegossen. Von der Metalldruckplatte, meist einem Bleihalbzylinder, wurden örtlich die Exemplare gedruckt. Die entstehenden Zeitungen hießen im Unterschied zur Vordruckzeitung Maternzeitung oder Plattenzeitung. Auch diese ermöglichten ein Kopfblatt.
Das Versenden von Matern an unternehmensfremde lokale Zeitungsverlage, die keine „Vollzeitung“ produzieren konnten oder wollten, ermöglichte ein neues Geschäftsmodell. Der Anbieter konnte ein eigenständiges Korrespondenzunternehmen sein oder zu einem größeren regionalen oder überregionalen Zeitungsunternehmen mit einer Mantelredaktion oder einer Nachrichtenagentur wie zum Beispiel der Telegraphen-Union des Hugenberg-Konzerns gehören.
Die Pressestatistik um 1900 war recht ungenau, aber der Zeitungswissenschaftler Hans Nestel lieferte in einer Studie (1921) Eckdaten: 1884 gab es in Preußen 106 Zeitungen mit 150 Nebenausgaben und im Reich 159 Zeitungen mit 228 Nebenausgaben; bis 1914 stieg ihre Zahl in Preußen auf 383 Zeitungen mit 671 Nebenausgaben und im Reich auf 627 Zeitungen mit  1052 Nebenausgaben. Die beiden Techniken, die Kopfblätter erlaubten, erhielten während des Ersten Weltkriegs einen großen kommerziellen Schub. An Vordruck- und Maternzeitungen zählte das "Handbuch der deutschen Presse" (bearbeitet vom Kriegspresseamt) im Jahr 1917 in Preußen bei insgesamt 1658 Zeitungen 582, im Reich bei insgesamt 2935 Zeitungen 905.
Das Versenden physischer Matern war bis zum Ende der Bleisatz-Ära in den 1970er Jahren üblich, als mit dem Offset-Druck auch die elektronische Übermittlung von Satzdaten einzog. Zugleich vollzogen sich starke Konzentrationsprozesse in der Zeitungsbranche. Das erhöhte auch bei veränderter Satz-, Druck- und Übermittlungstechnik die Bedeutung von Kopfblättern.